# Masuyama Asahi
Masuyama Asahi (増山 朝陽 (Tăng-Sơn Triều-Dương) Masuyama Asahi, sinh ngày 29 tháng 1 năm 1997 ở Fukuoka) là một cầu thủ bóng đá người Nhật Bản thi đấu cho Vissel Kobe.

## Sự nghiệp
Masuyama gia nhập câu lạc bộ tại J1 League Vissel Kobe năm 2015.

## Thống kê câu lạc bộ
Cập nhật đến ngày 23 tháng 2 năm 2018.
| Thành tích câu lạc bộ | Thành tích câu lạc bộ | Thành tích câu lạc bộ | Giải vô địch | Giải vô địch | Cúp                   | Cúp                   | Cúp Liên đoàn | Cúp Liên đoàn | Tổng cộng | Tổng cộng |
| Mùa giải              | Câu lạc bộ            | Giải vô địch          | Số trận      | Bàn thắng    | Số trận               | Bàn thắng             | Số trận       | Bàn thắng     | Số trận   | Bàn thắng |
| Nhật Bản              | Nhật Bản              | Nhật Bản              | Giải vô địch | Giải vô địch | Cúp Hoàng đế Nhật Bản | Cúp Hoàng đế Nhật Bản | J. League Cup | J. League Cup | Tổng cộng | Tổng cộng |
| --------------------- | --------------------- | --------------------- | ------------ | ------------ | --------------------- | --------------------- | ------------- | ------------- | --------- | --------- |
| 2015                  | Vissel Kobe           | J1 League             | 9            | 0            | 3                     | 1                     | 4             | 0             | 16        | 1         |
| 2016                  | Vissel Kobe           | J1 League             | 8            | 1            | 3                     | 1                     | 3             | 0             | 14        | 2         |
| 2017                  | Yokohama FC           | J2 League             | 9            | 0            | 1                     | 0                     | –             | –             | 10        | 0         |
| Tổng cộng sự nghiệp   | Tổng cộng sự nghiệp   | Tổng cộng sự nghiệp   | 26           | 1            | 7                     | 2                     | 7             | 0             | 40        | 3         |